# Temporada da NBA de 2010–11
A temporada da NBA de 2010-11 foi a 65ª da NBA e teve início em 26 de outubro de 2010 e o seu final no dia 12 de junho de 2011. Consagrou o Dallas Mavericks com seu primeiro título da NBA, cinco anos depois de ser vice-campeão - ambas as finais sendo contra o Miami Heat.

## Regulamento
O campeonato tem três fases distintas: a pré-temporada (não vale para efeito de classificação e serve como preparação para as equipes), a temporada regular (em que as equipes buscam vagas para a fase final) e os playoffs (série de mata-matas que decidem o título de cada conferência e o de campeão geral).
As equipes fazem 82 jogos na temporada regular, enfrentando duas vezes os rivais da outra Conferência (uma em casa e outra fora), quatro vezes os adversários da mesma divisão (duas em casa e duas fora) e três ou quatro vezes as equipes das outras duas divisões da mesma Conferência.
Classificam-se para os playoffs os campeões de cada divisão, mais as sete equipes de melhor campanha dentro da Conferência, independentemente da divisão a que pertencem.
Os campeões de divisão ficam obrigatoriamente entre os quatro primeiros e o terceiro cabeça-de-chave dos playoffs é um time sem título de divisão, mas com melhor campanha. No entanto, os times classificados em 2º, 3º e 4º não garantem a vantagem do mando de quadra na fase decisiva. Isso porque uma equipe pode vencer sua divisão, mas ainda assim ter desempenho inferior a outro time classificado para os playoffs. Neste caso, o direito de decidir o mata-mata em casa fica com a equipe de melhor aproveitamento na primeira fase.

## Classificação da Temporada Regular
Atualizado em 1 de Abril de 2011.
| Divisão do Atlântico | V  | D  | %    | Casa  | Fora  |
| -------------------- | -- | -- | ---- | ----- | ----- |
| Boston Celtics       | 55 | 26 | 67.9 | 32-8  | 23-18 |
| New York Knicks      | 42 | 39 | 51.9 | 23-18 | 19-21 |
| Philadelphia 76ers   | 41 | 40 | 50.6 | 26-14 | 15-26 |
| New Jersey Nets      | 24 | 57 | 29.6 | 19-22 | 5-35  |
| Toronto Raptors      | 22 | 59 | 27.2 | 16-24 | 6-35  |

| Divisão Central     | V  | D  | %    | Casa  | Fora  |
| ------------------- | -- | -- | ---- | ----- | ----- |
| Chicago Bulls       | 61 | 20 | 75.3 | 35-5  | 26-15 |
| Indiana Pacers      | 37 | 44 | 45.7 | 24-17 | 13-27 |
| Milwaukee Bucks     | 34 | 47 | 42.0 | 22-19 | 12-28 |
| Detroit Pistons     | 29 | 52 | 35.8 | 21-20 | 8-32  |
| Cleveland Cavaliers | 18 | 63 | 22.2 | 11-29 | 7-34  |

| Divisão Sudeste    | V  | D  | %    | Casa  | Fora  |
| ------------------ | -- | -- | ---- | ----- | ----- |
| Miami Heat         | 57 | 24 | 70.4 | 30-11 | 27-13 |
| Orlando Magic      | 51 | 30 | 63.0 | 28-12 | 23-18 |
| Atlanta Hawks      | 44 | 37 | 54.3 | 24-17 | 20-20 |
| Charlotte Bobcats  | 33 | 48 | 40.7 | 20-20 | 13-28 |
| Washington Wizards | 23 | 58 | 28.4 | 20-21 | 3-37  |

| Divisão Noroeste       | V  | D  | %    | Casa  | Fora  |
| ---------------------- | -- | -- | ---- | ----- | ----- |
| Oklahoma City Thunder  | 55 | 26 | 67.9 | 20-10 | 25-16 |
| Denver Nuggets         | 50 | 31 | 61.7 | 33-8  | 17-23 |
| Portland Trail Blazers | 48 | 33 | 59.3 | 20-11 | 18-22 |
| Utah Jazz              | 38 | 43 | 46.9 | 20-20 | 18-23 |
| Minnesota Timberwolves | 17 | 64 | 21.0 | 12-28 | 5-36  |

| Divisão do Pacífico   | V  | D  | %    | Casa  | Fora  |
| --------------------- | -- | -- | ---- | ----- | ----- |
| Los Angeles Lakers    | 56 | 25 | 69.1 | 30-11 | 26-14 |
| Phoenix Suns          | 39 | 42 | 48.1 | 22-18 | 17-24 |
| Golden State Warriors | 35 | 46 | 43.2 | 25-15 | 10-31 |
| Los Angeles Clippers  | 31 | 50 | 38.3 | 22-18 | 9-32  |
| Sacramento Kings      | 24 | 57 | 29.6 | 11-29 | 13-28 |

| Divisão Sudoeste    | V  | D  | %    | Casa  | Fora  |
| ------------------- | -- | -- | ---- | ----- | ----- |
| San Antonio Spurs   | 61 | 20 | 75.3 | 36-5  | 25-15 |
| Dallas Mavericks    | 56 | 25 | 69.1 | 28-12 | 28-13 |
| New Orleans Hornets | 46 | 35 | 56.8 | 28-13 | 18-22 |
| Memphis Grizzlies   | 46 | 35 | 56.8 | 30-11 | 16-24 |
| Houston Rockets     | 42 | 39 | 51.9 | 25-16 | 17-23 |

| #  | Conferência Leste | Conferência Leste |
| #  | Equipe            | V-D               |
| -- | ----------------- | ----------------- |
| 1  | *Chicago          | 61-20             |
| 2  | *Miami            | 57-24             |
| 3  | *Boston           | 55-26             |
| 4  | Orlando           | 51-30             |
| 5  | Atlanta           | 44-37             |
| 6  | New York          | 42-39             |
| 7  | Philadelphia      | 41-40             |
| 8  | Indiana           | 37-44             |
| 9  | Milwaukee         | 34-47             |
| 10 | Charlotte         | 33-48             |
| 11 | Detroit           | 29-52             |
| 12 | New Jersey        | 24-57             |
| 13 | Washington        | 23-58             |
| 14 | Toronto           | 22-59             |
| 15 | Cleveland         | 18-63             |

| #  | Conferência Oeste | Conferência Oeste |
| #  | Equipe            | V-D               |
| -- | ----------------- | ----------------- |
| 1  | *San Antonio      | 61-20             |
| 2  | *LA Lakers        | 56-25             |
| 3  | Dallas            | 56-25             |
| 4  | *Oklahoma City    | 55-26             |
| 5  | Denver            | 50-31             |
| 6  | Portland          | 48-33             |
| 7  | New Orleans       | 46-35             |
| 8  | Memphis           | 46-35             |
| 9  | Houston           | 42-39             |
| 10 | Phoenix           | 39-42             |
| 11 | Utah              | 38-43             |
| 12 | Golden State      | 35-46             |
| 13 | LA Clippers       | 31-50             |
| 14 | Sacramento        | 24-57             |
| 15 | Minnesota         | 17-64             |

*Líder de divisão com vaga garantida entre os quatro primeiros de conferência.

## NBA Playoffs
|  | Primeira Rodada   | Primeira Rodada | Primeira Rodada |   |                | Semifinais da Conferência | Semifinais da Conferência | Semifinais da Conferência |  |   | Finais da Conferência | Finais da Conferência | Finais da Conferência |  |    | Finais da NBA | Finais da NBA | Finais da NBA |
|  |                   |                 |                 |   |                |                           |                           |                           |  |   |                       |                       |                       |  |    |               |               |               |
|  | 1                 | Chicago*        | 4               |   |                |                           |                           |                           |  |   |                       |                       |                       |  |    |               |               |               |
|  | 8                 | Indiana         | 1               |   |                |                           |                           |                           |  |   |                       |                       |                       |  |    |               |               |               |
|  | 8                 | Indiana         | 1               |   | 1              | Chicago                   | 4                         |                           |  |   |                       |                       |                       |  |    |               |               |               |
|  |                   |                 |                 |   | 1              | Chicago                   | 4                         |                           |  |   |                       |                       |                       |  |    |               |               |               |
|  |                   | 5               | Atlanta         | 2 |                |                           |                           |                           |  |   |                       |                       |                       |  |    |               |               |               |
|  | 4                 | 5               | Atlanta         | 2 | Orlando        | 2                         |                           |                           |  |   |                       |                       |                       |  |    |               |               |               |
|  | 4                 |                 |                 |   | Orlando        | 2                         |                           |                           |  |   |                       |                       |                       |  |    |               |               |               |
|  | 5                 | Atlanta         | 4               |   |                |                           |                           |                           |  |   |                       |                       |                       |  |    |               |               |               |
|  | 5                 | Atlanta         | 4               |   |                |                           |                           |                           |  | 1 | Chicago               | 1                     |                       |  |    |               |               |               |
|  | Conferência Leste |                 |                 |   |                |                           |                           |                           |  | 1 | Chicago               | 1                     |                       |  |    |               |               |               |
|  |                   | 2               | Miami           | 4 |                |                           |                           |                           |  |   |                       |                       |                       |  |    |               |               |               |
|  | 3                 | 2               | Miami           | 4 | Boston*        | 4                         |                           |                           |  |   |                       |                       |                       |  |    |               |               |               |
|  | 3                 |                 |                 |   | Boston*        | 4                         |                           |                           |  |   |                       |                       |                       |  |    |               |               |               |
|  | 6                 | New York        | 0               |   |                |                           |                           |                           |  |   |                       |                       |                       |  |    |               |               |               |
|  | 6                 | New York        | 0               |   | 3              | Boston                    | 1                         |                           |  |   |                       |                       |                       |  |    |               |               |               |
|  |                   |                 |                 |   | 3              | Boston                    | 1                         |                           |  |   |                       |                       |                       |  |    |               |               |               |
|  |                   | 2               | Miami           | 4 |                |                           |                           |                           |  |   |                       |                       |                       |  |    |               |               |               |
|  | 2                 | 2               | Miami           | 4 | Miami*         | 4                         |                           |                           |  |   |                       |                       |                       |  |    |               |               |               |
|  | 2                 |                 |                 |   | Miami*         | 4                         |                           |                           |  |   |                       |                       |                       |  |    |               |               |               |
|  | 7                 | Philadelphia    | 1               |   |                |                           |                           |                           |  |   |                       |                       |                       |  |    |               |               |               |
|  | 7                 | Philadelphia    | 1               |   |                |                           |                           |                           |  |   |                       |                       |                       |  | L2 | Miami         | 2             |               |
|  |                   |                 |                 |   |                |                           |                           |                           |  |   |                       |                       |                       |  | L2 | Miami         | 2             |               |
|  |                   | O3              | Dallas          | 4 |                |                           |                           |                           |  |   |                       |                       |                       |  |    |               |               |               |
|  | 1                 | O3              | Dallas          | 4 | San Antonio*   | 2                         |                           |                           |  |   |                       |                       |                       |  |    |               |               |               |
|  | 1                 |                 |                 |   | San Antonio*   | 2                         |                           |                           |  |   |                       |                       |                       |  |    |               |               |               |
|  | 8                 | Memphis         | 4               |   |                |                           |                           |                           |  |   |                       |                       |                       |  |    |               |               |               |
|  | 8                 | Memphis         | 4               |   | 8              | Memphis                   | 3                         |                           |  |   |                       |                       |                       |  |    |               |               |               |
|  |                   |                 |                 |   | 8              | Memphis                   | 3                         |                           |  |   |                       |                       |                       |  |    |               |               |               |
|  |                   | 4               | Oklahoma City   | 4 |                |                           |                           |                           |  |   |                       |                       |                       |  |    |               |               |               |
|  | 4                 | 4               | Oklahoma City   | 4 | Oklahoma City* | 4                         |                           |                           |  |   |                       |                       |                       |  |    |               |               |               |
|  | 4                 |                 |                 |   | Oklahoma City* | 4                         |                           |                           |  |   |                       |                       |                       |  |    |               |               |               |
|  | 5                 | Denver          | 1               |   |                |                           |                           |                           |  |   |                       |                       |                       |  |    |               |               |               |
|  | 5                 | Denver          | 1               |   |                |                           |                           |                           |  | 4 | Oklahoma City         | 1                     |                       |  |    |               |               |               |
|  | Conferência Oeste |                 |                 |   |                |                           |                           |                           |  | 4 | Oklahoma City         | 1                     |                       |  |    |               |               |               |
|  |                   | 3               | Dallas          | 4 |                |                           |                           |                           |  |   |                       |                       |                       |  |    |               |               |               |
|  | 3                 | 3               | Dallas          | 4 | Dallas         | 4                         |                           |                           |  |   |                       |                       |                       |  |    |               |               |               |
|  | 3                 |                 |                 |   | Dallas         | 4                         |                           |                           |  |   |                       |                       |                       |  |    |               |               |               |
|  | 6                 | Portland        | 2               |   |                |                           |                           |                           |  |   |                       |                       |                       |  |    |               |               |               |
|  | 6                 | Portland        | 2               |   | 3              | Dallas                    | 4                         |                           |  |   |                       |                       |                       |  |    |               |               |               |
|  |                   |                 |                 |   | 3              | Dallas                    | 4                         |                           |  |   |                       |                       |                       |  |    |               |               |               |
|  |                   | 2               | L.A. Lakers     | 0 |                |                           |                           |                           |  |   |                       |                       |                       |  |    |               |               |               |
|  | 2                 | 2               | L.A. Lakers     | 0 | L.A. Lakers*   | 4                         |                           |                           |  |   |                       |                       |                       |  |    |               |               |               |
|  | 2                 |                 |                 |   | L.A. Lakers*   | 4                         |                           |                           |  |   |                       |                       |                       |  |    |               |               |               |
|  | 7                 | New Orleans     | 2               |   |                |                           |                           |                           |  |   |                       |                       |                       |  |    |               |               |               |

 *Campeões da Divisão

## Finais da NBA
| Data        |                  | Resultado |                  | Local  | + Pontos             | + Rebotes                                       | + Assistências                | Série   |
| 31 de Maio  | Dallas Mavericks | 84 - 92   | Miami Heat       | Miami  | D. Nowitzki (DAL) 27 | D. Wade (MIA) S. Marion (DAL) 10                | D. Wade (MIA) J. Kidd (DAL) 6 | MIA 1-0 |
| 2 de Junho  | Dallas Mavericks | 95 - 93   | Miami Heat       | Miami  | D. Wade (MIA) 36     | D. Nowitzki (DAL) 11                            | D. Wade (MIA) 6               | MIA 1-1 |
| 5 de Junho  | Miami Heat       | 88 - 86   | Dallas Mavericks | Dallas | D. Nowitzki (DAL) 34 | D. Wade (MIA) D. Nowitzki, T. Chandler (DAL) 11 | J. Kidd (DAL) 10              | MIA 2-1 |
| 7 de Junho  | Miami Heat       | 83 - 86   | Dallas Mavericks | Dallas | D. Wade (MIA) 32     | T. Chandler (DAL) 16                            | L. James (MIA) 7              | MIA 2-2 |
| 9 de Junho  | Miami Heat       | 103 - 112 | Dallas Mavericks | Dallas | D. Nowitzki (DAL) 29 | James, Bosh (MIA) 10                            | L. James (MIA) 10             | DAL 3-2 |
| 12 de Junho | Dallas Mavericks | 105 - 95  | Miami Heat       | Miami  | J. Terry (DAL) 27    | D. Nowitzki (DAL) 11                            | J. Kidd (DAL) 8               | DAL 4-2 |

## Prêmios
- Jogador Mais Valioso: Derrick Rose, Chicago Bulls[1]
- Melhor Jogador das Finais: Dirk Nowitzki, Dallas Mavericks[2]
- Jogador Defensivo do Ano: Dwight Howard, Orlando Magic[3]
- Novato do Ano: Blake Griffin, Los Angeles Clippers[4]
- Sexto Homem do Ano: Lamar Odom, Los Angeles Lakers[5]
- Jogador Mais Aperfeiçoado: Kevin Love, Minnesota Timberwolves[6]
- Técnico do Ano: Tom Thibodeau, Chicago Bulls[7]
- Executivo do Ano: Pat Riley, Miami Heat & Gar Forman, Chicago Bulls[8]
- Prêmio de Esportividade: Stephen Curry, Golden State Warriors[9]
- J. Walter Kennedy Citizenship Award: Ron Artest, Los Angeles Lakers[10]

| - All-NBA First Team: - F Kevin Durant, Oklahoma City Thunder - F LeBron James, Miami Heat - C Dwight Howard, Orlando Magic - G Kobe Bryant, Los Angeles Lakers - G Derrick Rose, Chicago Bulls | - All-NBA Second Team: - F Pau Gasol, Los Angeles Lakers - F Dirk Nowitzki, Dallas Mavericks - C Amar'e Stoudemire, New York Knicks - G Dwyane Wade, Miami Heat - G Russell Westbrook, Oklahoma City Thunder | - All-NBA Third Team: - F LaMarcus Aldridge, Portland Trail Blazers - F Zach Randolph, Memphis Grizzlies - C Al Horford, Atlanta Hawks - G Manu Ginóbili, San Antonio Spurs - G Chris Paul, New Orleans Hornets |

| - NBA All-Defensive First Team: - F LeBron James, Miami Heat - F Kevin Garnett, Boston Celtics - C Dwight Howard, Orlando Magic - G Kobe Bryant, Los Angeles Lakers - G Rajon Rondo, Boston Celtics | - NBA All-Defensive Second Team: - F Andre Iguodala, Philadelphia 76ers - F/C Joakim Noah, Chicago Bulls - C Tyson Chandler, Dallas Mavericks - G Tony Allen, Memphis Grizzlies - G Chris Paul, New Orleans Hornets |

| - NBA All-Rookie First Team: - F/G Landry Fields, New York Knicks - F Blake Griffin, Los Angeles Clippers - C DeMarcus Cousins, Sacramento Kings - G Gary Neal, San Antonio Spurs - G John Wall, Washington Wizards | - NBA All-Rookie Second Team: - F Paul George, Indiana Pacers - F Derrick Favors, Utah Jazz - C Greg Monroe, Detroit Pistons - G Wesley Johnson, Minnesota Timberwolves - G Eric Bledsoe, Los Angeles Clippers |

## All Star Game
O jogo das estrelas foi realizado em 20 de fevereiro de 2011 no Staples Center na cidade de Los Angeles, Califórnia. Os jogadores titulares foram escolhidos por votação do público no site oficial da NBA.

## Jogadores selecionados
| Titulares - PG - Chris Paul, New Orleans Hornets - SG - Kobe Bryant, Los Angeles Lakers - SF - Kevin Durant, Oklahoma City Thunder - FC - Carmelo Anthony, Denver Nuggets - C - *Yao Ming, Houston Rockets Reservas - PG - Deron Williams, Utah Jazz - PG - Russell Westbrook, Oklahoma City Thunder - SG - Manu Ginóbili, San Antonio Spurs - FC - Dirk Nowitzki, Dallas Mavericks - FC - Blake Griffin, Los Angeles Clippers - FC - Pau Gasol, Los Angeles Lakers - FC - - Tim Duncan, San Antonio Spurs - FC - Kevin Love, Minnesota Timberwolves |

- O pivô  Yao Ming, do Houston Rockets, contundiu-se no início da temporada e teve que ser substituído por Kevin Love, do Minnesota Timberwolves.

### Estrelas do Leste.
Titulares

- PG -  Derrick Rose, Chicago Bulls
- SG -  Dwyane Wade, Miami Heat
- SF -  LeBron James, Miami Heat
- PF -  Amar'e Stoudemire, New York Knicks
- C -  Dwight Howard, Orlando Magic

Reservas

- PG -  Rajon Rondo, Boston Celtics
- SG -  Ray Allen, Boston Celtics
- FG -  Joe Johnson, Atlanta Hawks
- SF -  Paul Pierce, Boston Celtics
- FC -  Kevin Garnett, Boston Celtics
- FC -   Chris Bosh, Miami Heat
- C -  Al Horford, Atlanta Hawks

## A Partida.
| 20 de fevereiro de 2011 17:00 (UTC-8) | Resumo | Estrelas do Oeste                                                                   | 148–143 | Estrelas do Leste                                                                           |  | Staples Center, Los Angeles - Califórnia Público: 17.163 Árbitros: Bob Delaney Bennie Adams Kevin Fehr | Fox Sports e TNT Sports. |
| 20 de fevereiro de 2011 17:00 (UTC-8) | Resumo | Placar por quarto: 37-27, 39-37, 41-36, 31-43                                       |         |                                                                                             |  | Staples Center, Los Angeles - Califórnia Público: 17.163 Árbitros: Bob Delaney Bennie Adams Kevin Fehr | Fox Sports e TNT Sports. |
| 20 de fevereiro de 2011 17:00 (UTC-8) | Resumo | Pts: Kobe Bryant, 37 Rbts: Kobe Bryant, 14 Asts: Chris Paul e Deron Williams 7 cada |         | Pts: LeBron James e Amar'e Stoudemire 29 cada Rbts: LeBron James, 12 Asts: LeBron James, 10 |  | Staples Center, Los Angeles - Califórnia Público: 17.163 Árbitros: Bob Delaney Bennie Adams Kevin Fehr | Fox Sports e TNT Sports. |

## Líderes de estatísticas NBA 2010-11

### Temporada regular
Atualizado em 29 de março de 2011.
| Categoria                           | Jogador                               | Média |
| ----------------------------------- | ------------------------------------- | ----- |
| Pontos por jogo                     | Kevin Durant (Oklahoma City Thunder)  | 27,7  |
| Rebotes por jogo                    | Kevin Love (Minnesota Timberwolves)   | 15,4  |
| Assistências por jogo               | Steve Nash (Phoenix Suns)             | 11,4  |
| Roubadas de bola por jogo           | Chris Paul (New Orleans Hornets)      | 2,39  |
| Bloqueios por jogo                  | Andrew Bogut (Milwaukee Bucks)        | 2,65  |
| Aproveitamento de quadra (%)        | Nenê Hilário (Denver Nuggets)         | 62,2  |
| Aproveitamento de três pontos (%)   | Matt Bonner (San Antonio Spurs)       | 47,5  |
| Aproveitamento de lances livres (%) | Stephen Curry (Golden State Warriors) | 93,0  |

### Playoffs
| Categoria    | Pico                                         | Pico                                                            | Pico  | Média         | Média                 | Média | Média            |
| Categoria    | Jogador                                      | Time                                                            | Total | Jogador       | Time                  | Média | Partidas jogadas |
| ------------ | -------------------------------------------- | --------------------------------------------------------------- | ----- | ------------- | --------------------- | ----- | ---------------- |
| Pontos       | Dirk Nowitzki                                | Dallas Mavericks                                                | 48    | Kevin Durant  | Oklahoma City Thunder | 28.6  | 17               |
| Rebotes      | Marc Gasol Zach Randolph                     | Memphis Grizzlies                                               | 21    | Dwight Howard | Orlando Magic         | 15.5  | 6                |
| Assistências | Rajon Rondo                                  | Boston Celtics                                                  | 20    | Chris Paul    | New Orleans Hornets   | 11.5  | 6                |
| Roubadas     | Kobe Bryant Luol Deng Joe Johnson Jason Kidd | Los Angeles Lakers Chicago Bulls Atlanta Hawks Dallas Mavericks | 5     | Manu Ginóbili | San Antonio Spurs     | 2.6   | 5                |
| Bloqueios    | Serge Ibaka                                  | Oklahoma City Thunder                                           | 9     | Serge Ibaka   | Oklahoma City Thunder | 3.1   | 17               |

## Ligações Externas
- NBA.com site oficial em inglês
- NBA.com.br versão do site oficial em português